# Temporada de huracanes del Atlántico de 2014
La temporada de huracanes del Atlántico de 2014 fue una temporada de huracanes por debajo del promedio en términos de tormentas nombradas y huracanes mayores, aunque estuvo en el promedio en términos del número de huracanes en general. Produjo nueve ciclones tropicales, ocho de los cuales se convirtieron en tormentas nombradas; seis tormentas se convirtieron en huracanes y dos se intensificaron aún más hasta convertirse en huracanes mayores.  La temporada comenzó oficialmente el 1 de junio y finalizó el 30 de noviembre de 2014. Estas fechas describen históricamente el período de cada año en el que se forman la mayoría de los ciclones tropicales en la cuenca del Atlántico. La primera tormenta de la temporada, Arthur, se desarrolló el 1 de julio, un mes después del inicio oficial, mientras que la tormenta final, Hanna, se disipó el 28 de octubre, aproximadamente un mes antes del final de la temporada. 2014 es el año más reciente con un número promedio o inferior al promedio de tormentas atlánticas nombradas.
Aunque todas las tormentas con nombre afectaron la tierra, los efectos generales fueron mínimos. Arthur, siendo categoría 2, no causó ninguna muerte en Estados Unidos y se convirtió en el huracán más fuerte que toca tierra en Estados Unidos continental sin causar ninguna muerte desde el Huracán Bret en 1999 cuando tocó tierra como categoría 3 en un área poco poblada del sur de Texas. Arthur causó $25 millones (2014 USD) en daños después de azotar Carolina del Norte y se convirtió además en el primer huracán de categoría 2 en tocar tierra en los Estados Unidos desde el Huracán Ike de 2008. Arthur también se convirtió en el primer huracán conocido en azotar la costa de Carolina del Norte, y lo hizo el 4 de julio. El Huracán Bertha rozó las Antillas Menores pero sus impactos fueron relativamente menores produciendo dos muertes frente a la costa este de los Estados Unidos por las corrientes de resaca. El Huracán Cristóbal causó dos muertos cada uno en Haití y República Dominicana y uno en las Islas Turcas y Caicos, todos debido a las inundaciones. Las corrientes de resaca afectaron a Maryland y Nueva Jersey, lo que resultó en una muerte en cada estado para un total de 7 muertes. La Tormenta tropical Dolly tocó tierra en el este de México y provocó inundaciones debido a las fuertes lluvias, dejando un impacto menor y un fallecido en ese país. El Huracán Edouard a pesar de ser un huracán categoría 3, permaneció en mar abierto sin provocar muertes ni daño alguno. 
Fay se convirtió en el primer huracán en tocar tierra en las Bermudas desde Emily en 1987. El Huracán Fay causó alrededor de $3,8 millones en daños en las Bermudas después de atacar la isla y no dejó muertes. El Huracán Gonzalo fue el huracán más intenso de la temporada. Potente huracán en el Atlántico, Gonzalo tuvo impactos destructivos en las Antillas Menores y las Bermudas, y también fue el primer huracán de categoría 4 en el Océano Atlántico desde el Huracán Ophelia en 2011 y el más fuerte en la cuenca desde el Huracán Igor en 2010. Causó tres muertes en las Antillas Menores y alrededor de $400 millones en daños en las Bermudas. Los restos trajeron inundaciones y fuertes vientos en Europa, causando tres muertes en el Reino Unido. Con dos huracanes azotando directamente a las Bermudas, esta fue la primera temporada en la historia en la que más de un huracán tocó tierra en la isla. La última tormenta de la temporada, la Tormenta tropical Hanna, tocó tierra en América Central a fines de octubre y produjo un impacto mínimo.
La mayoría de las principales agencias de pronóstico predijeron que se produciría una actividad por debajo del promedio esta temporada debido a un El Niño fuerte esperado; pero las predicciones no se materializaron, aunque aún se establecieron condiciones desfavorables en toda la cuenca.

## Pronósticos
Los pronósticos de la actividad ciclónica, son emitidos antes de cada temporada por los expertos Philip J. Klotzbach, William M. Gray y asociados en la Universidad Estatal de Colorado - CSU; y por separado los meteorólogos de la NOAA.
El equipo de Klotzbach (anteriormente liderado por Gray) definió el promedio del número de tormentas por temporada (1981 a 2010) de 12,1 tormentas tropicales, 6,4 huracanes, 2,7 huracanes mayores o iguales a la categoría tres en la escala de huracanes de Saffir-Simpson y el índice ACE. La NOAA define una temporada por encima de lo normal, casi normal o por debajo de lo normal, por una combinación del número de tormentas nombradas, el número en alcanzar fuerza de huracán, el número en alcanzar fuerza de huracán mayor y las del índice ACE.

### Pronósticos pretemporada
El 13 de diciembre de 2013, la Tropical Storm Risk (TSR), un consorcio público formado por expertos en seguridad, manejo de riesgos y predicción climática estacional de la University College of London, emitió un rango prolongado de pronósticos que predicen una temporada de huracanes por encima del promedio. En su informe, la TSR señaló que la actividad de ciclones tropicales podría ser de 14 (±4) tormentas nombradas, 6 (±3) huracanes, 3 (±2) huracanes mayores, y un índice ACE acumulado de 106 (±58) unidades. Este pronóstico se basó en que pudiera verse un incremento ligero de los vientos alisios en el Atlántico tropical y un aumento ligero de la temperatura superficial del mar en la principal región ciclogénica del Atlántico.  Mientras tanto, el 24 de marzo de 2014, el Servicio Internacional del Clima (Weather Services International; WSI por sus siglas en inglés), una compañía subsidiaria de The Weather Channel emitió su primer pronóstico en los cuales, se podrían formar 11 tormentas tropicales con 5 huracanes y 2 mayores a la categoría tres. Esto se afirmó sobre la base de dos factores: la temperatura superficial del mar podría encontrarse más fría del promedio y El Niño, que suprimirían la intensidad de la temporada.
El 7 de abril, la TSR emitió su segundo pronóstico, bajando el número de ciclones tropicales en relación con su primer pronóstico. Se predijeron 12 tormentas tropicales, 5 huracanes y 2 mayores a categoría tres y un índice ACE de 75 (±57) unidades. El 10 de abril, la Universidad Estatal de Colorado emitió su primer pronóstico del año, prediciendo una actividad menor al promedio (temporadas 1981-2010). Este se basa en que El Niño se encuentra en su fase intensiva moderada y que la temperatura superficial del mar se encuentra más fría del promedio. La organización predijo 9 tormentas tropicales, 3 huracanes y 1 mayor a la categoría tres con un índice ACE de 55 unidades. Por último, la probabilidad de que un huracán intenso embista a Estados Unidos desde el mar Caribe es menor que el promedio. Por último, la Universidad Estatal de Carolina del Norte (NCSU) afirmó en su pronóstico la formación de entre 8 y 11 tormentas tropicales de los cuales, entre 4 y 6 serían huracanes y entre 1 y 3 superarían la categoría tres.
La United Kingdom Meteorological Office emitió su pronóstico el 16 de mayo, indicando que la temporada podría ser ligeramente debajo del promedio. Se predijeron 10 tormentas tropicales con una probabilidad del 70% de que el número varíe entre 7 y 13; 6 huracanes con una probabilidad del 70% de que varie entre 3 y 9. También predijeron un índice ACE de 84 unidades con una probabilidad del 70% de que varíe entre 47 y 121 unidades. Por otro lado, el 22 de mayo, la Administración Nacional Oceánica y Atmosférica (NOAA) emitió su pronóstico, indicando una probabilidad del 50% de una temporada por debajo del promedio, un 40% de una temporada relativamente normal y un 10% de una temporada por debajo del promedio. También se predijo en un 70%, la posibilidad de formación de entre 8 y 13 tormentas tropicales, de los cuales entre 3 y 6 se convertirían en huracanes y entre 1 o 2 alcanzarían o superarían la categoría tres en la escala de Saffir-Simpson. Esto es debido a la influencia de El Niño, que propiciaría el aumento de vientos en forma de cizalladura y el incremento de la estabilidad atmosférica del Atlántico tropical, dificultando la formación de perturbaciones provenientes de África.

### Pronósticos a mediados de la temporada
El día 7 de agosto, la Administración Nacional Oceánica y Atmosférica (NOAA) actualizó su pronóstico para la temporada, afirmando la formación de entre 7 y 12 tormentas tropicales nombradas, de los cuales, entre 3 y 6 se convertirán en huracanes y entre 0 y 2 alcanzarían o superarían la categoría tres. Lo dicho se debe a varios factores: las condiciones atmosféricas no eran favorables, debido a la presencia de cizalladuras de viento, la proliferación de ondas tropicales débiles y el aumento de la estabilidad atmosférica. Igual sucedía en las condiciones oceánicas: temperatura superficial del mar baja en los trópicos en comparación a otras cuencas y el predominio de El Niño que suprimiría la formación de tormentas incrementando los factores anteriormente mencionados.

## Resumen de la temporada
La Temporada de huracanes del Atlántico de 2014 comenzó oficialmente el 1 de junio. Fue una temporada por debajo del promedio en la que se formaron nueve ciclones tropicales. Ocho de los nueve ciclones designados alcanzaron el estado de tormenta tropical, la menor cantidad desde la Temporada de huracanes del Atlántico de 1997. De las ocho tormentas tropicales, seis alcanzaron una intensidad de huracán. La temporada de 2014 extendió el período sin que tocaran tierra huracanes importantes (>= categoría 3) en los Estados Unidos a nueve años, siendo el último sistema de este tipo el Huracán Wilma en 2005. La falta de actividad se atribuyó a una circulación atmosférica que favorecía el aire seco sobre el Océano Atlántico y la fuerte cizalladura del viento sobre el Mar Caribe. Además, las temperaturas de la superficie del mar estaban cerca del promedio.
La ciclogénesis tropical comenzó a principios de julio, con el desarrollo del Huracán Arthur el 1 de julio. Temprano el 3 de julio, el sistema se intensificó hasta convertirse en huracán. Más tarde ese mes, se desarrolló la Depresión tropical Dos sobre el Atlántico oriental, pero se disipó después de solo dos días. También hubo dos ciclones tropicales en agosto, con el desarrollo de los huracanes Bertha y Cristóbal. A pesar de ser el pico climatológico de la temporada de huracanes, solo se originaron dos sistemas adicionales en septiembre: la Tormenta tropical Dolly y el Huracán Edouard. En octubre se desarrollaron tres tormentas, incluidos los huracanes Fay y Gonzalo y la Tormenta tropical Hanna. El ciclón tropical más intenso, el Huracán Gonzalo, alcanzó su punto máximo con vientos máximos sostenidos de 230 km/h (145 mph) el 16 de octubre, que es de categoría 4 en la escala de vientos huracanados Saffir-Simpson. Fue el primer huracán de categoría 4 desde el Huracán Ophelia en 2011. El último ciclón tropical de la temporada fue Hanna, que se disipó el 28 de octubre, poniendo punto final a la inactiva temporada.
La actividad estacional se reflejó con un índice de Energía Ciclónica Acumulada de 66.725 unidades, el ECA es, en términos generales, una medida del poder de un huracán multiplicado por el tiempo que existió; por lo tanto, las tormentas duraderas y los sistemas particularmente fuertes dan como resultado altos niveles de la ECA. La medida se calcula según los avisos completos para ciclones con intensidad de tormenta tropical: tormentas con vientos que superan las 39 mph (63 km/h).

## Ciclones tropicales

### Huracán Arthur
El precursor del Arthur, fue una baja presión que empezó a ser monitoreado por el Centro Nacional de Huracanes el 25 de junio mientras que se encontraba sobre el territorio sureste de los Estados Unidos.  El 27 de junio, una baja presión no tropical se formó sobre Carolina del sur e inició a desplazarse en dirección sureste, emergiendo sobre el Atlántico al día siguiente. Las condiciones ambientales permitieron el desarrollo de la baja, además datos de imágenes de satélite y radar permitieron a la NHC clasificar al sistema como la depresión tropical Uno (01L) a las 03:00 UTC del 1 de julio. Después de esto, la convección de la depresión incrementó y su velocidad decreció significativamente hasta quedarse estacionario. Además, la cizalladura de viento al noroeste del sistema, que en días anteriores impedía el desarrollo ciclónico del sistema, se encontraba disipándose propiciando el fortalecimiento de este. Por eso, la NHC lo categorizó como la primera tormenta tropical de la temporada, con nombre: Arthur, ubicado a 155 kilómetros al sureste de Cabo Cañaveral, Florida. Poco a poco fue intensificándose hasta convertirse en un huracán categoría 1 con vientos de 130 kilómetros por hora y rachas más fuertes, siendo la primera vez en la historia que el nombre de Arthur alcanzara la categoría de huracán después que en las temporadas 1984, 1990, 1996, 2002 y 2008 solo alcanzara la categoría tormenta tropical. Esto se demostró en el boletín de las 09:00 UTC del 3 de julio, recopilado de datos de un avión cazahuracanes.
Durante las horas siguientes, el huracán Arthur siguió definiéndose estructuralmente e intensificándose funcionalmente. En las imágenes de satélite, se podía observar un sistema de convección profunda adherido a un ojo evidentemente definido. Los vientos máximos en ese momento se registraron en 150 km/h, en medio de condiciones aún favorables pero limitadas para su intensificación. A las 01:00 UTC, el huracán alcanzó la categoría dos, con vientos máximos de 160 km/h en un minuto, mientras se ubicaba a 90 kilómetros al este-noreste de Cape Fear, Carolina del Norte.  A las 03:15 UTC, el ojo del ciclón tocó tierra sobre Shackleford Banks, entre Cape Lookout y Beaufort, Carolina del Norte. Después de esto, el ciclón, con un ojo bien definido, emergió nuevamente al Atlántico e inició su debilitamiento, por la temperatura superficial del mar disminuida y una cizalladura de viento cercana. El 5 de julio, el Arthur completó su conversión a ciclón extratropical, iniciada horas antes y consecuentemente la NHC emitió su último aviso pasando al área de responsabilidad del Canadian Hurricane Centre. Por último, los remanentes del ciclón se desplazaron sobre Groenlandia sin características extratropicales.
Como resultado de esto, los daños fueron limitados, con carreteras inundadas y escombros a lo largo de su paso, por los Estados Unidos. Sin embargo, no se reportaron lesionados gravemente ni mucho menos, personas fallecidas. En Nueva Inglaterra, el Arthur trajo inundaciones y cortes de electricidad, resultando en el cierre de varias carreteras y la suspensión de servicios marítimos.  En el Atlántico canadiense, más de 200 000 personas se quedaron sin el servicio de electricidad, sin reportes de lesionados o personas fallecidas.

### Depresión tropical Dos
La depresión tropical dos (02L) se categorizó de un área de baja presión el 21 de julio, cuya estructura se estaba organizándose, aunque este incremento resultó ser poco, debido también a su tamaño, pero suficiente para ser clasificado. Durante las siguientes horas, su intensidad y estructura estuvo constante, esto debido a un ambiente de aire seco y una cizalladura vertical de viento. El 23 de julio, su convección desapareció y fue degradado a una onda tropical a 590 kilómetros al este-sureste de las Antillas Menores.

### Huracán Bertha
El precursor del Bertha fue una onda tropical que salió del continente africano a finales de julio. Esta onda, primeramente permanecía desorganizado en el Atlántico central, se fortaleció al entrar a condiciones favorables. Fue declarada como la tormenta tropical Bertha el 1 de agosto a las 03:00 UTC mientras se ubicaba a 445 kilómetros al este-sureste de Barbados. Con esto, se declararon avisos y alertas para afrontar este sistema. Estructuralmente, el sistema poseía convección profunda al norte y este de su centro de circulación de magnitud baja. Después de esto, la tormenta se desplazó sobre las islas de Barlovento, Sotavento y el sur Puerto Rico con una estructura desorganizada. El 2 de agosto, la tormenta tocó tierra sobre la República Dominicana.
Siguiendo un trayecto en dirección noroeste, la tormenta tropical Bertha aún persistía desorganizada y con intensidad constante mientras se desplazaba sobre las islas Turcas y Caicos. Impactó a las Bahamas durante unas seis horas aproximadamente. El 4 de agosto un avión cazadores de huracanes describió vientos mayores a 120 km/h en el centro del sistema.  Por lo tanto, la NHC clasificó al Bertha como el segundo huracán de la temporada, de categoría uno con vientos mayores a 130 km/h aún con pobre organización y una presión mínima de 998 hPa, muy alta para un huracán (p.ej. huracán Hernán: 992 hPa; tifón Faxai: 975 hPa). A las 09:00 UTC del día siguiente, la NHC, con información recopilada del avión cazahuracanes, degradó al Bertha a tormenta tropical mientras se ubicaba a 765 kilómetros al este de Bermuda. Después de esto, el sistema continuó con su debilitamiento gradual debido a un incremento de la cizalladura de viento, su contacto con aguas frías y la interacción con un sistema frontal. El 6 de agosto, la NHC emitió su último aviso sobre el Bertha ya convertido en un ciclón postropical. El 10 de agosto, sus remanentes impactaron el Reino Unido provocando fuertes lluvias y vientos, con un saldo de tres personas fallecidas.

### Huracán Cristóbal
El 11 de agosto de 2014, una onda tropical intensa emergió de las costas de África. Luego de desplazarse al oeste por varios días con variantes en su intensidad, el sistema inició a organizarse el 20 de agosto, al este de las Antillas Menores. Antes de alcanzar a la isla de La Española, se detectaron vientos de tormenta tropical pero no se percibió una circulación superficial definida. Después de moverse al norte de la isla, la perturbación se intensificó aún más mientras tomaba un giro en dirección noroeste, provocando lluvias torrenciales sobre la isla. El 23 de agosto, la onda tropical fue declarado la depresión tropical Cuatro (04L), luego que los aviones cazahuracanes encontrasen con un centro de circulación de magnitud baja y suficiente organización. Día después se convirtió en la tormenta tropical Cristóbal y el 26 de agosto se convirtió en huracán de categoría uno, con un característico desplazamiento errático. Mientras se encontraba a 715 kilómetros al oeste-suroeste de Bermuda, el huracán, con ausencia de desplazamiento, alcanzó su pico de intensidad de vientos de 130 km/h y presión mínima de 983 hPa. Ya desplazándose al norte y noreste, el sistema pasó entre Bermuda y el estado de Carolina del Norte sin cambios en su intensidad. Después de esto, el huracán incrementó paulatinamente su velocidad de desplazamiento y, en conjunto, su intensidad, con un pico de vientos de 140 km/h y una presión mínima de 970 hPa. Finalmente, a las 15:00 UTC del 29 de agosto, el Cristóbal se convirtió en ciclón extratropical al este-sureste de las costas de Nueva Escocia. A su paso, dejó varios días de precipitaciones continuas; se reportaron dos muertos en Haití, otros dos en República Dominicana y uno en las islas Turcas y Caicos. En Estados Unidos, se reportaron dos muertes: uno de 17 años en Sandy Hook, Nueva Jersey y otro, salvadoreño, en Ocean City, Maryland.

### Tormenta tropical Dolly
Una onda tropical proveniente de África cruzó la península de Yucatán,  al entrar en contacto con la Bahía de Campeche se fortaleció y se convirtió en la depresión tropical Cinco (05L) a las 21:00 UTC del 1 de septiembre. Después, datos recopilados por el avión cazahuracanes indicaron que la depresión se había convertido en la tormenta tropical Dolly a las 06:00 UTC del 2 de septiembre. A las 12:00 UTC el sistema alcanzó su pico de intensidad de vientos de 85 km/h mientras se encontraba ubicado a 230 kilómetros al este-sureste de La Pesca, México. Funcionalmente, el sistema presentaba un centro de circulación localizado en la parte noroeste de una larga masa de convección profunda debido a la influencia de una cizalladura de viento al norte-noroeste y la entrada de aire seco. El Dolly tocó tierra cerca de Tampico, México a las 03:00 UTC del 3 de septiembre con una presión mínima de 1002 hPa. Finalmente a las 15:00 UTC de ese día, el sistema se disipó luego de perder su centro de circulación y convección sobre el este de México.  Al impacto del ciclón en ese lugar, se reportaron lluvias torrenciales que provocaron inundaciones en varias partes del estado de Tamaulipas. En Tampico, tres comunidades fueron aisladas y se reportó la muerte de una persona. En el estado de Veracruz, el área más afectada fue Cabo Rojo, donde 210 casas resultaron afectadas, 80 de los cuales tuvieron daños considerables y en la capital del estado, Veracruz, una casa y una calle sufrieron daños considerables, sin reportes de fatalidades.

### Huracán Edouard
El 7 de septiembre, una onda tropical salió de las costas del África y entró en el océano Atlántico. Esta onda estuvo fortaleciéndose gradualmente mientras se desplazaba al noroeste.  El 11 de septiembre, el sistema organizó sus bandas convectivas y formó un centro de circulación, lo suficiente para ser catalogado como la depresión tropical Seis a 1.400 kilómetros al oeste del archipiélago de Cabo Verde. Fuera de todo peligro y a pesar de la influencia moderada de una cizalladura de viento al sur, la depresión se convirtió en la tormenta tropical Edouard, según el boletín de la NHC a las 03:00 UTC del 12 de septiembre. Al entrar en aguas más cálidas, el sistema pudo organizarse progresivamente y se convirtió en huracán de categoría uno a las 15:00 UTC del 14 de septiembre. El Edouard siguió intensificándose gradualmente y a las 15:00 UTC del 16 de septiembre alcanzó su pico de intensidad, como huracán mayor de categoría tres y el primero desde el huracán Sandy, que alcanzó su pico el 25 de octubre de 2012. Presentaba vientos sostenidos en un minuto de 195 km/h y presión mínima de 955 hPa. Estructuralmente, el huracán presentaba un ojo bien definido acompañado por nubosidad central densa y convección profunda bien definida. Después, el Edouard entró en aguas más frías y experimentó los efectos del incremento de la cizalladura de viento, lo que propició su tendencia debilitatoria. A las 15:00 UTC del 18 de septiembre, el sistema fue considerado como huracán categoría uno y a las 21:00 UTC de ese día, se había debilitado a tormenta tropical. Finalmente, 24 horas después, el Edouard fue declarado ciclón postropical, mientras se desplazaba en dirección este, con un vórtice de nubes de bajo nivel y una convección profunda totalmente ausente. A pesar de su lejanía con tierra, el huracán provocó dos muertos en las costas de Ocean City, Maryland, al ser arrastrados por las corrientes, provocando su ahogamiento.

### Huracán Fay
A las 15:00 UTC del 10 de octubre, el Centro Nacional de Huracanes, a través de las imágenes de satélite, afirmaron que un área de baja presión localizado al norte de las islas de Sotavento se había organizado a una depresión subtropical y fue designado como 07L. Siguiendo una trayectoria en dirección noroeste, el sistema se intensificó y alcanzó la intensidad de tormenta subtropical horas después, basados en datos recolectados por el avión cazahuracanes. Otra misión de reconocimiento del avión cazahuracanes reconoció que el Fay se encontraba más intenso de lo que se esperaba y que rápidamente se estaba fortaleciendo. El 11 de octubre, el sistema subtropical inició su transición a ciclón tropical, completándolo a las 06:00 UTC de ese día. La persistencia de una cizalladura vertical de viento fuerte limitó la intensificación del sistema, que pasó sobre Bermuda aproximadamente a las 08:00 UTC con vientos de 110 km/h. Una estación climática en la isla reportó ráfagas de 132 km/h durante el paso de la tormenta, con reportes de derribos en postes de energía eléctrica.  Con una mejoría en su estructura y aceleración en su velocidad de desplazamiento al noreste, a finales del 12 de octubre, el Fay fue promovido a intensidad de huracán de categoría uno, aunque por un corto período de tiempo. Finalmente, el ciclón sucumbió ante la cizalladura y su circulación fue rápidamente deteriorada, por lo que la NHC emitió su último aviso a las 21:00 UTC del día siguiente, indicando la disipación de este sistema y que ya no se vigilaría más.

### Huracán Gonzalo
El huracán Gonzalo se formó el 12 de octubre en aguas del Atlántico central. La NHC empezó a monitorear a una onda tropical al este de las Antillas Menores el 10 de octubre. El 12 de octubre, según datos de un avión cazahuracanes, se confirmó que el sistema había tomado fuerza y fue catalogado como la séptima tormenta tropical de la temporada con nombre: Gonzalo. En medio de condiciones muy favorables, al día siguiente, el sistema se convirtió a huracán de categoría uno, mientras se ubicaba cercano a las islas Vírgenes Británicas. A inicios del 16 de octubre, el sistema tomó fuerzas y fue promovido a categoría dos, siendo promovido horas después a categoría tres. Después de unos altibajos en su intensidad (y haber alcanzado por primera vez la categoría cuatro el 15 de octubre), el Gonzalo alcanzó (por segunda vez) la categoría cuatro a las 09:00 UTC del 16 de octubre. Debido a la peligrosidad del huracán, se emitió un aviso de huracán para la región británica de Bermuda. A las 15:00 UTC el sistema alcanzó su pico de intensidad de vientos en un minuto de 230 km/h y una presión mínima de 940 hPa. Estructuralmente el sistema poseía una convección muy acoplada a su centro, ubicado sobre aguas muy cálidas y la presencia de una cizalladura débil.
El Gonzalo fluctuó en intensidad y giró al norte. Luego de girar al noreste, el Gonzalo fue degradado a la categoría tres de huracán. El 18 de octubre, antes de impactar y tocar tierra sobre Bermuda, el sistema se debilitó a categoría dos y siguió su desplazamiento al noreste. El huracán aceleró en un momento dado y fue degradado a categoría uno al noreste de la isla. El Gonzalo se convirtió en ciclón extratropical el 19 de octubre, mientras se aproximaba al Reino Unido. En ese país, el 21 de octubre, tres personas fallecieron y tres más resultaron heridos, luego que el sistema trayera vientos de fuerza galerna mayores a 120 km/h acompañados por lluvias torrenciales. En Sint Maarten el sistema provocó un muerto y cuantiosos daños materiales.

### Tormenta tropical Hanna
A inicios de la semana del 19 de octubre, los remanentes de la tormenta tropical Trudy en conjunto con la humedad del área formaron un área de baja presión. Estos se fortalecieron en un ambiente de aguas cálidas y cizalladura de viento moderada sobre la bahía de Campeche mientras se desplazaban inusualmente al este. El 22 de octubre, el sistema organizó su convección y desarrolló un centro de circulación de magnitud baja por lo que la NHC lo declaró como la depresión tropical Nueve ubicado a 255 kilómetros al oeste-suroeste de Campeche, México. Para ese tiempo, se emitieron avisos de tormenta tropical para las localidades comprendidas entre Celestún y Frontera aunque poco tiempo después se cancelaron. Por la influencia moderada de la cizalladura al suroeste, el sistema no pudo fortalecerse más y tocó tierra sobre la península de Yucatán, entre Campeche y Ciudad del Carmen aproximadamente a las 0:00 UTC del 23 de octubre. Ya perdida la categoría de ciclón tropical, sus remanentes siguieron desplazándose al este y llegaron al mar Caribe donde la cizalladura y el aire seco previnieron las posibilidades de regeneración por unos días.
El sistema de remanentes continuó desplazándose al noroeste del mar Caribe. El 23 de octubre, la NHC dio una baja probabilidad de regeneración mientras había una posibilidad que un frente frío podría prevenir su regeneración y potencialmente absorber al sistema. Sin embargo, este escenerio no se materializó y el sistema se fortaleció en los días siguientes, mostrando signos de ciclogénesis a partir del 27 de octubre. A las 15:00 UTC, su actividad convectiva empezó a ser visible en las imágenes de satélite y la NHC reinició sus avisos sobre la depresión, ahora promovido como la tormenta tropical Hanna ubicada a 55 kilómetros al sur de Cabo Gracias a Dios y a 60 kilómetros al norte-noreste de Puerto Cabezas, Región Autónoma de la Costa Caribe Sur en Nicaragua. Ya activado los avisos de tormenta tropical entre el país y Honduras, el sistema se desplazó al oeste durante las horas siguientes y tocó tierra una hora después en el extremo noreste de Nicaragua, al noreste de la comunidad de Bismuna, sobre la laguna de esta comunidad. Finalmente, el sistema se debilitó nuevamente a una baja presión remanente a inicios del 28 de octubre, aunque durante los siguientes días entró nuevamente al golfo de Honduras. La NHC continuó monitoreando este sistema hasta que hizo su tercer y final contacto con tierra sobre Belice a las 03:00 UTC. Los remanentes finalmente se disiparon a finales de ese día sobre el noreste de Guatemala. El Hanna no provocó pérdidas materiales ni humanas en México y Centroamérica, mas no precipitaciones.

## Nombre de los ciclones tropicales
Estos nombres se usaron para nombrar a los ciclones tropicales que se formaron en el océano Atlántico norte en 2014. Los nombres no usados están marcados con gris. Los nombres que no fueron retirados serán usados de nuevo en la temporada del 2020. Esta es la misma lista utilizada en la temporada del 2008, con las excepciones de Gonzalo, Isaias, y Paulette, quienes  reemplazaron a Gustav, Ike y Paloma respectivamente. El nombre de Gonzalo fue usado por primera vez en esta temporada.
| - Arthur - Bertha - Cristobal - Dolly - Edouard - Fay - Gonzalo | - Hanna - Isaías (sin usar) - Josephine (sin usar) - Kyle (sin usar) - Laura (sin usar) - Marco (sin usar) - Nana (sin usar) | - Omar (sin usar) - Paulette (sin usar) - René (sin usar) - Sally (sin usar) - Teddy (sin usar) - Vicky (sin usar) - Wilfred (sin usar) |

## Estadísticas de temporada
Esta es una tabla de todos los sistemas que se han formado en la temporada de huracanes de 2014. Incluye su duración, nombres, áreas afectada(s), indicados entre paréntesis, daños y muertes totales. Las muertes entre paréntesis son adicionales e indirectas, pero aún estaban relacionadas con esa tormenta. Los daños y las muertes incluyen totales mientras que la tormenta era extratropical, una onda o un baja, y todas las cifras del daño están en USD 2014.
| DT | TT | 1 | 2 | 3 | 4 | 5 |

| Nombre                  | Fechas activo              | Categoría de tormenta en intensidad máxima | Vientos máx. (km/h) | Presión min (hPa) | ACE     | Áreas afectadas                              | Áreas afectadas | Áreas afectadas | Daños (en millones USD) | Muertos |
| Nombre                  | Fechas activo              | Categoría de tormenta en intensidad máxima | Vientos máx. (km/h) | Presión min (hPa) | ACE     | Lugar                                        | Fecha           | Vientos (km/h)  | Daños (en millones USD) | Muertos |
| ----------------------- | -------------------------- | ------------------------------------------ | ------------------- | ----------------- | ------- | -------------------------------------------- | --------------- | --------------- | ----------------------- | ------- |
| Arthur                  | 1 – 5 de julio             | Huracán categoría 2                        | 155 (100)           | 973               | 6.9475  | Shackleford Banks, Carolina del Norte        | 4 de julio      | 155 (100)       | $25 millones            | 0       |
| Arthur                  | 1 – 5 de julio             | Huracán categoría 2                        | 155 (100)           | 973               | 6.9475  | Oregon Inlet, Carolina del Norte             | 4 de julio      | 155 (100)       | $25 millones            | 0       |
| Dos                     | 21 – 23 de julio           | Depresión tropical                         | 55 (35)             | 1012              | 0       | Ninguno                                      | Ninguno         | Ninguno         | N/A                     | 0       |
| Bertha                  | 1 – 6 de agosto            | Huracán categoría 1                        | 130 (80)            | 998               | 5.5175  | Isla de Middle Caicos, Islas Turcas y Caicos | 3 de agosto     | 75 (45)         | N/A                     | 2       |
| Cristobal               | 23 – 29 de agosto          | Huracán categoría 1                        | 140 (85)            | 965               | 7.9225  | Ninguno                                      | Ninguno         | Ninguno         | N/A                     | 7       |
| Dolly                   | 1 – 3 de septiembre        | Tormenta tropical                          | 85 (50)             | 1000              | 0.9275  | Tampico, México                              | 3 de septiembre | 85 (50)         | N/A                     | 1       |
| Edouard                 | 11 – 19 de septiembre      | Huracán categoría 3                        | 195 (120)           | 955               | 15.6325 | Ninguno                                      | Ninguno         | Ninguno         | N/A                     | 0       |
| Fay                     | 10 – 13 de octubre         | Huracán categoría 1                        | 130 (80)            | 983               | 3.56    | Bermudas                                     | 12 de octubre   | 130 (80)        | $3.8 millones           | 0       |
| Gonzalo                 | 12 – 19 de octubre         | Huracán categoría 4                        | 230 (145)           | 940               | 25.9725 | Isla Antigua, Antigua y Barbuda              | 13 de octubre   | 120 (75)        | $400 millones           | 5       |
| Gonzalo                 | 12 – 19 de octubre         | Huracán categoría 4                        | 230 (145)           | 940               | 25.9725 | Isla de San Martín                           | 13 de octubre   | 140 (85)        | $400 millones           | 5       |
| Gonzalo                 | 12 – 19 de octubre         | Huracán categoría 4                        | 230 (145)           | 940               | 25.9725 | Isla de Anguila                              | 13 de octubre   | 140 (85)        | $400 millones           | 5       |
| Gonzalo                 | 12 – 19 de octubre         | Huracán categoría 4                        | 230 (145)           | 940               | 25.9725 | Bermudas                                     | 18 de octubre   | 175 (110)       | $400 millones           | 5       |
| Hanna                   | 22 – 28 de octubre         | Tormenta tropical                          | 65 (40)             | 1005              | 0.245   | Frontera entre Honduras y Nicaragua          | 27 de octubre   | 65 (40)         | N/A                     | 0       |
| Totales de la temporada |                            |                                            |                     |                   |         |                                              |                 |                 |                         |         |
| 9 ciclones              | 1 de julio - 28 de octubre |                                            | 230 (145)           | 940               | 66.725  | 10                                           | 10              | 10              | $428.8 millones         | 15      |